# عرنية إيريكوديس
هي شجيرة قزمة من عائلة النباتات العرنية المزهرة،  قسم كوريديوم. توجد في شرق وجنوب شرق إسبانيا والمغرب وتونس. موطنها المفضل هو الشقوق في الصخور الجيرية في الأماكن الدافئة المشمسة، من 200 إلى 2000 متر فوق مستوى سطح البحر.

## الوصف
عرنية الإيريكوديس هي شجيرة قزمة مزهرة دائمة الخضرة يتراوح ارتفاعها بين 2 و 20 سم. تتشكل أوراقها المتساقطة في مجموعات من أربعة، يتراوح طولها بين بوصة واحدة و اثنتي عشرة بوصة، ولها شكل خطي متعرج ومنحنٍ بغطاء رقيق بلون رمادي شمعي، يسمى الزنجار.  تشبه أوراقها إلى حد كبير أوراق النباتات من جنس خلنج، حيث نحصل على إيريكوديس من عرنية الإيريكوديس. تساعد أوراق الشجر لهذا النوع العلماء على تمييز عرنية الإيريكوديس من الأنواع الأخرى ذات الصلة الوثيقة. لها العديد من السيقان الرفيعة المنتصبة، التي يتراوح عرضها من 1 إلى 5 ملم، متفرعة من قاعدة خشبية قوية. 
أزهارها، التي تبدأ في التفتح في مايو وتستمر في التفتح طوال الصيف، يتراوح قطرها من سنتيمتر واحد إلى سنتيمتر ونصف، وغالبًا ما تكون صفراء اللون ولها خمس بتلات.

## الاستخدام الطبي
تم استخدام عرنية الإيريكوديس لسنوات عديدة في الطب الشعبي لفالنتيان. المهتمين بهذا، تمت دراسة هذا النوع لفوائده الصحية، ليس فقط بسبب استخدامه في الطب الشعبي ولكن أيضًا لأسباب علمية. وتشمل بعض هذه الأنشطة المضادة للجلوكوز، ومضادات الأكسدة، ومضادات الأكسدة الدهنية، والأنشطة السامة للخلايا. وقد أظهرت الدراسات أنه يمكن استخدام هذه الأنواع في إذابة حصوات الكلى، وتحسين الدورة الدموية، وزيادة الشهية.
بالإضافة إلى ذلك، يحتوي الإيريكوديس على تركيبة منخفضة نسبيًا من الأحماض الدهنية مقارنة بالعديد من الأنواع الأخرى من جنسه. كما أنه يحتوي على بعض مركبات الزانثون.